# 周家駅
周家駅（しゅうかえき）とは、中華人民共和国黒竜江省ハルビン市双城区周家鎮に位置する拉浜線の駅。

## 歴史
- 1934年　開業。

## 隣の駅
中華人民共和国鉄道部
拉浜線
牛家駅 - 周家駅 - 平房駅
座標: 北緯45度27分35秒 東経126度40分00秒 / 北緯45.4597度 東経126.6668度